# Kungsholmens enskilda läroverk

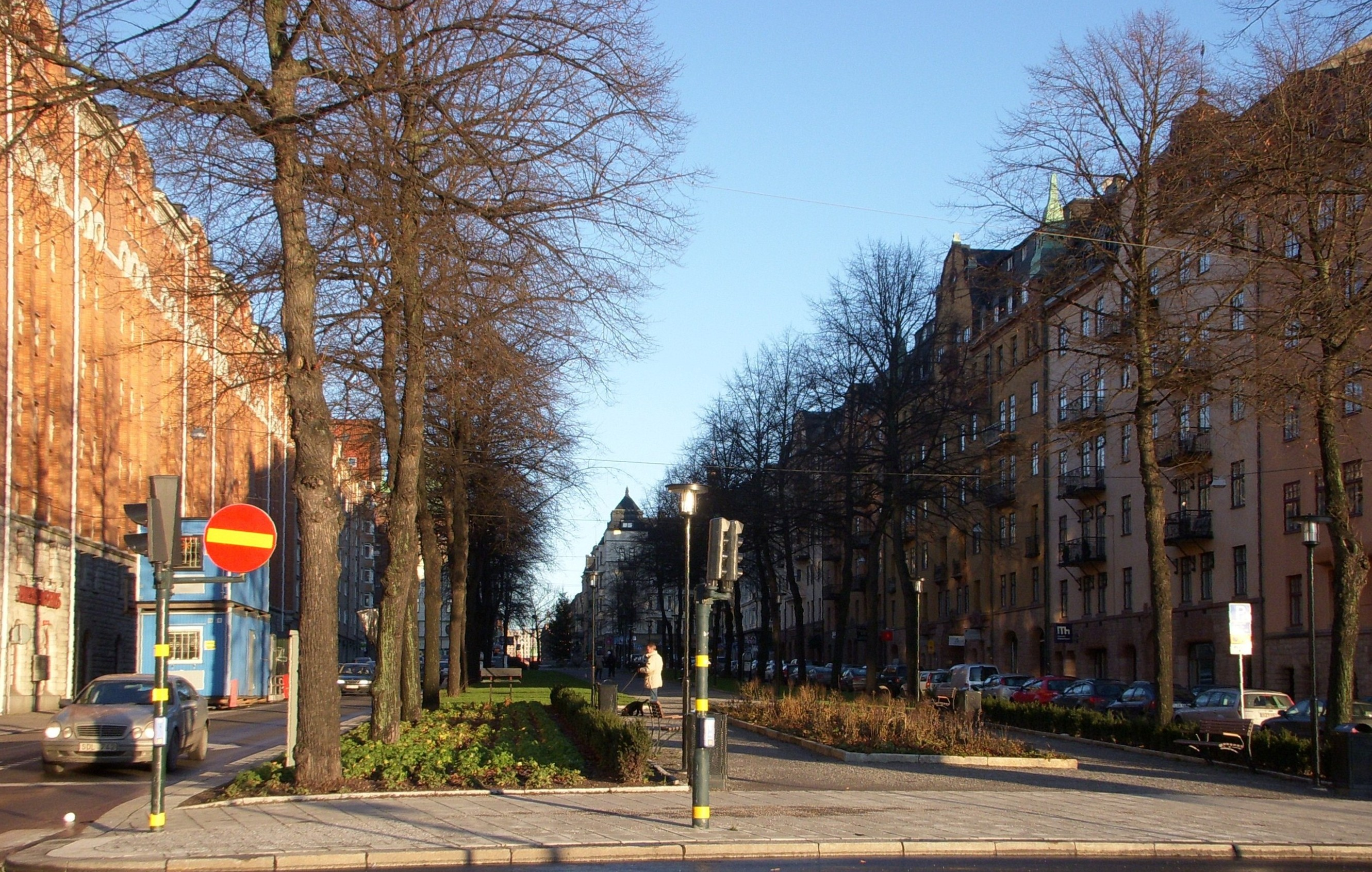
Kungsholmstorg i Stockholm 2008. Kungsholmstorg 4 syns till höger på bilden. Vy mot norr från Norr Mälarstrand. Samma vy som på fotografiet ovan från 1912.

Kungsholmens enskilda läroverk var tidigare en skola i centrala Stockholm. Skolan existerade under åren 1911–1967. 1911 tillkom ett privat läroverk för flickor, Kungsholmens enskilda läroverk. Skolan upphörde efter höstterminen 1967. Skolans adresser i Stockholm har under åren varit följande: 1911–1912 Kungsgatan 2 B, åren 1912–1940 Hantverkargatan 8 samt åren 1941–1967 Kungsholmstorg 4.

## Skolans verksamhet
Skolan hade sin verksamhet i en fastighet vid Kungsholmstorg 4 fram till slutet av 1960-talet. Skolan hade år 1966 fyra klasser på samhällsvetenskapliga linjen och två fast anställda lärare.
På 1950-talet fungerade Kungsholmens enskilda läroverk på Kungsholmstorg 4 som en privat treårig realskola, som byggde på 6:e klassen i folkskolan. Klasserna i de olika årgångarna hette då 13, 23 och 33. Skolan hade terminsavgifter.
I Stockholmskällan från 1917 kan man läsa att Kungsholmens enskilda läroverk vid den tiden låg på Hantverkargatan 8 på Kungsholmen. Det var då en 6-klassig realskola för gossar och flickor. Föreståndare var fil.lic. Otto Ekstam. Vid den tiden fanns också Kungsholms läroverk för flickor på Kungsholmsgatan 18, Scheelegatan 16.
I Stockholmskällan från 1917 kan man vidare läsa att Kungsholmens Elementarskola för flickor låg på Kungsholmstorg 4. Inspektor var kyrkoherde V. Larsson. Föreståndarinnor: fröken C. Fahlstedt och fröken S. Bergenström. Även Kungsholms Kindergarten och Kungsholms skolkök var inrymda på Kungsholmstorg 4. Kungsholms elementarskola för flickor stiftades av fröken Hilda Widell i mitten av 1860-talet. I början av 1880-talet flyttade den privata skolan till Kungsholmen där den blev kvar på olika adresser till kommunaliseringen 1939.

## Historik
På 1910-talet var en privatskola, Kungsholmens elementarskola för flickor, inrymd i dessa lokaler vid Kungsholmstorg 4, som var byggd som en skola med klassrum. Efter omorganisation av skolan (från läsåret 1909/1910) var det åttaklassig högre flickskola i Kungsholmens elementarskola för flickor som byggde på en förberedande avdelning (småskola) omfattande tre årskurser. I den förberedande avdelningen undervisades även pojkar för att beredas inträde till allmänt läroverk. Läsåret därpå beviljades skolan normalskolekompetens vilket berättigade till inträde till vissa högre utbildningar och statliga anställningar efter avgångsbetyg från åttonde klassen. 
Kungsholmens elementarskola för flickor stiftades av fröken Hilda Widell i mitten av 1860-talet och var först inrymd i Hotel du Nord på Wahrendorffsgatan. I början av 1880-talet flyttade den privata skolan till Kungsholmen där den blev kvar på olika adresser till nedläggningen 1939. År 1884 blev Elisabeth Hägg skolans föreståndarinna tillsammans med Hanna Blomquist. Kompanjonskapet bröts 1889 och fröken Blomquist bildade en egen skola, Kungsholms läroverk för flickor. Skolan låg först på Kungsholmsgatan 22, men flyttade hösten 1923 till nummer 30 på samma gata.
De båda privata flickskolorna tog även emot pojkar i de lägsta klasserna. År 1936 bestämdes att Kungsholms läroverk successivt skulle uppgå i Kungsholms elementarskola för flickor. Den 1 juli 1938 var sammanslagningen fullbordad och Kungsholms läroverk helt överflyttad till Kungsholms elementarskola för flickors byggnad vid Kungsholmstorg 4. Ett år senare kommunaliserades skolan och fick namnet Kungsholmens kommunala flickskola. Privata flickskolor kunde från 1928 begära att få bli kommunaliserade. Flickskolornas undervisning i Sverige varade fram till 1974, då de sista svenska flickskolorna slutligen försvann.

## Kungsholmens Enskilda Läroverk i Stockholms stadsarkiv

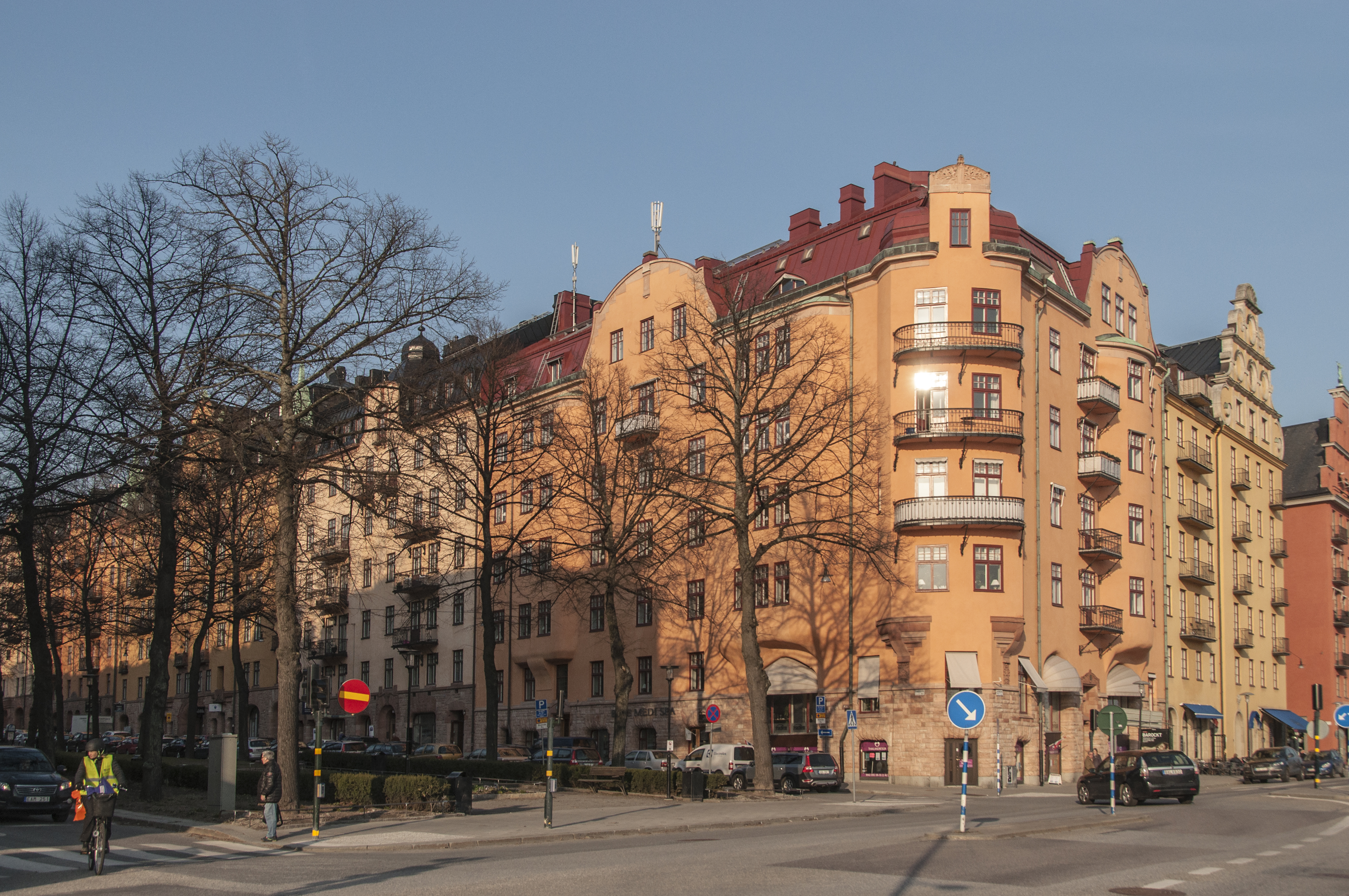
Kungsholmstorg 4, det ljusare huset till vänster om hörnhuset vid Kungsholmstorg 2 och Norr Mälarstrand 24, i kvarteret Vattuormen 10. Det huset byggdes 1902–1903, arkitekt var Sigfrid Cronstedt, byggmästare var Håkan Bergkvist, byggherre var P.S. Graham.

"Enligt Stockholms adresskalender började Kungsholmens Enskilda Läroverk sin verksamhet 1911, med lokaler fram till 1912 vid Kungsholmsgatan 2 B, därefter, 1912–1940, Hantverkargatan 8. Adresskalendern anger inga ägareförhållanden före 1931. Detta år står fil.lic. Otto Ekstam som rektor, och ägare tiden 1932–1936 anges doktorinnan Hildur Ekstam. Åren 1937–1938 står Ingmar Sundin, längre fram skolans rektor och Tore Stålbo som ägare. "Föreningen Kungsholmens Enskilda Läroverk u p a" står som ägare från och med 1939 och förblir så till likvidationen 1967/68."
"1941 flyttade skolan från Hantverkargatan 8 till Kungsholmstorg 4, där tidigare Kungsholms elementarskola för flickor, sedan 1939, Kungsholmens kommunala flickskola, haft sina lokaler sedan 1906. Endast två av skolans kataloger eller läsårsredogörelser finns bevarade, båda från 1930-talet. Enligt den senare av dessa, för läsåret 1935–1936, just vid tid skolan byter ägare och ledning (årsskiftet 1936/37), var skolans målsättning: "dels att förhjälpa sådana elever, som i den stora trängseln och konkurrensen i statsläroverken ej kunna göra sig gällande eller hinna med i samtliga ämnen, fram genom klasserna mot realexamen och studentexamen, dels att bereda mera begåvade elever tillfälle att snabbare än eljest nå dessa examina samt slutligen att sätta folkskoleelever från 7-8 klass med fallenhet för studier i tillfälle att på 2 à 3 år avlägga realexamen.""
Under läsåret 1936/37 bestod undervisningen av:
- "1) En för- beredande avdelning beredande till klass 1 i de allmänna läroverken;
- 2) Femårig realskola klasserna 1-5;
- 3) Fyraårig realskola klass 1;
- 4) Aftonkurser för vuxna: en 2-årig realskolekurs och första årskursen av en 2-årig gymnasiekurs.

Dessa kurser äro avsedda att bereda manlig och kvinnlig ungdom med arbete på förmiddagarna tillfälle att genom studier på fritiden förvärva real- och studentexamen."
Undervisningen upphörde i och med höstterminen 1967 och läroverket trädde i likvidation vid årsskiftet 1967/68. Stockholm i stadsarkivet den 21 mars 1988 Lennart Hård af Segerstad.